# Cerro Uquilla
Cerro Uquilla är ett berg i Bolivia.   Det ligger i departementet Potosí, i den sydvästra delen av landet, 400 km sydväst om huvudstaden Sucre. Toppen på Cerro Uquilla är 5 067 meter över havet, eller 922 meter över den omgivande terrängen. Bredden vid basen är 7,4 km.
Terrängen runt Cerro Uquilla är huvudsakligen kuperad, men åt sydost är den platt. Trakten runt Cerro Uquilla är nära nog obefolkad, med mindre än två invånare per kvadratkilometer.. 
Omgivningarna runt Cerro Uquilla är i huvudsak ett öppet busklandskap.